# No Better Than This
No Better Than This è un album discografico in studio del cantautore statunitense John Mellencamp, pubblicato nel 2010. 

## Tracce
Tutte le tracce sono di John Mellencamp.
1. Save Some Time to Dream – 4:30
2. The West End – 3:58
3. Right Behind Me – 4:00
4. A Graceful Fall – 3:20
5. No Better Than This – 3:12
6. Thinking About You – 3:28
7. Coming Down the Road – 4:45
8. No One Cares About Me – 6:11
9. Love at First Sight – 4:37
10. Don't Forget About Me – 3:14
11. Each Day of Sorrow – 2:36
12. Easter Eve – 6:30
13. Clumsy Ol' World – 3:29